# RAF Honington
Honington Royal Air Force Base är en flygbas i Storbritannien.   Den ligger i grevskapet Suffolk och riksdelen England, i den sydöstra delen av landet, 110 km nordost om huvudstaden London. Honington Royal Air Force Base ligger 53 meter över havet.
Terrängen runt Honington Royal Air Force Base är platt. Runt Honington Royal Air Force Base är det ganska tätbefolkat, med 104 invånare per kvadratkilometer. Närmaste större samhälle är Thetford, 8,4 km norr om Honington Royal Air Force Base. Trakten runt Honington Royal Air Force Base består till största delen av jordbruksmark.